# Татищев, Юрий Игнатьевич
Юрий Игнатьевич Татищев (ум. 1629) — русский военный и государственный деятель, стольник, дворянин московский, воевода и наместник в Смутное время и во времена правления Михаила Фёдоровича.
Из дворянского рода Татищевых. Второй сын государева казначея и окольничего Игнатия Петровича Татищева. Имел братьев Михаила, Григория (ум. 1620), и стольника Владимира (ум. 1615) Игнатьевичей.

## Биография
В 1561/62 году купил у Кирея Григорьевича Татищева вотчину сельцо Колычево с пустошами в Берендеевском стане Дмитровского уезда. В 1562 году, вместе с матерью Агриппиной и братьями сделал в родовую усыпальницу —  Симонов монастырь к прежнему вкладу в 50 рублей, ещё 25 рублей.
В должности стряпчий с платьем 1 августа 1598 года подписал соборную грамоту об избрании на русский царский престол Бориса Годунова. В 1604 году пожалован в царские стольники. 25 марта того же года отправлен с яствами с царского стола к грузинскому послу, архимандриту Кириллу.
В 1611 году назначен воеводой в Курск и находясь в этой должности, в 1612 году успешно выдержал четырёхнедельную осаду от поляков, заставив противника снять осаду и отступить от Курска. В честь этой победы в Курске был основан Знаменский монастырь. В 1614-1616 годах первый воевода в Курске, откуда посылал голов с войсками против приходящих на курские места нагайцев, коих разбил, многих пленил, отбив русских пленных.
8 и 28 июня 1617 года в чине стольника служил за царским обедом в честь английского посла Джона Мерика и «смотрел в кривой стол». В июне 1618 года послан в Калугу к больному воеводе князю Дмитрию Михайловичу Пожарскому с милостивым словом от царя, но заместничал и отказался исполнять поручение. По царскому приказу был бит кнутом и выдан головой Д. М. Пожарскому. В том же 1618 году участвовал в защите Москвы, осажденной польско-литовскими войсками королевича Владислава Вазы, получил в награду от царя Михаила Фёдоровича за службу вотчину.
В 1619 году получил почётный титул наместника курмышского и назначен первым уполномоченным для размежевания границы с польскими комиссарами в Торопец и Велиж. Его товарищ и заместитель Семён Фёдорович Глебов безуспешно пытался с ним местничать.
17 апреля 1621 года по царскому поручению звал персидского посла от царя к столу. В феврале 1622 года назначен товарищем (заместителем) окольничего Семёна Васильевича Головина, получил поручение «сыскать про оклады стольников и стряпчих, и дворян, и московских жильцов». Татищев попытался местничать с С.В. Головиным, обвинил его в гибели в Новгороде в 1608 году своего брата окольничего М.И. Татищева, что не соответствовало действительности, но царь отклонил его жалобу и приказал посадить на три дня в темницу. В 1625 году упоминается в Серпухове у городового дела. В 1626 году второй воевода в Вязьме. В 1627 году пожалован в дворяне московские. 12 июля того же года, в день «государева ангела», обедал за царским столом в Золотой палате, 14 сентября 1628 года присутствовал во время приёма персидского посла.
В начале 1629 года получил поместный оклад в 1000 четвертей и денежный оклад в размере 90 рублей, а через несколько месяцев поместный оклад был увеличен еще на 200 четвертей.
В начале XVII века, вместе с отцом являлся землевладельцем в Ростовском уезде.

## Семья
Женат дважды:
1-я жена: Анна Гавриловна (ум. 1622) — погребена в Симоновом монастыре в Москве.
2-я жена: Ульяна Кирилловна Воронцова-Вельяминова — дочь московского дворянина и воеводы Кирилла Семёновича Воронцова-Вельяминова.
Сын от второго брака:
- Татищев Михаил Юрьевич (1620—1701) — воевода и боярин.